# Jean-Baptiste Romé de L'Isle
Pour les articles homonymes, voir Lisle.
Jean-Baptiste Louis Romé de L'Isle est un physicien et minéralogiste français considéré comme l'un des créateurs de la cristallographie moderne. Il naît à Gray en Franche-Comté, le 26 août 1736 et meurt à Paris le 7 mars 1790.

## Biographie

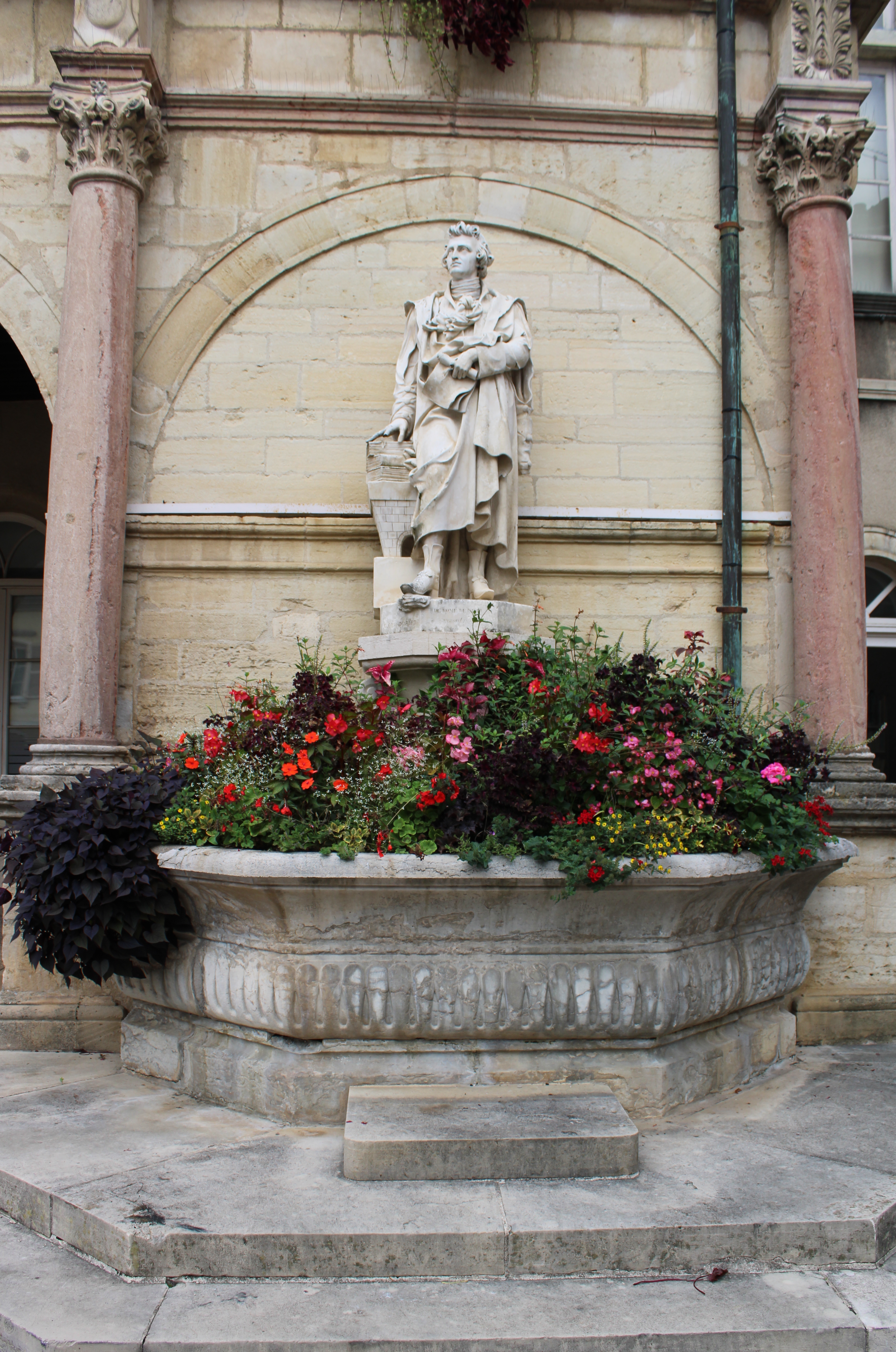
Statue de Romé de l'Isle par Constant Grandgirard.

Le jeune Louis, issue d'une bonne famille attaché au service militaire, mais pratiquement sans fortune, décide de voyager dans le monde, après sa scolarité au collège sainte-Barbe de Paris, Il ne peut que postuler pour un emploi de secrétaire d'une compagnie d'artillerie et de génie en partance pour les Indes. Il visite notamment l'Inde et c'est au cours de ses voyages et aventures, dans des contrées exotiques aux paysages, qu'il prend le goût des sciences naturelles. 
Il participe notamment comme secrétaire d'une compagnie d'artillerie, avec rang d'officier à la guerre des Indes encore nommée troisième guerre carnatique (en). Il peut arpenter une partie orientales des Indes, sèches et arides.
Il est fait prisonnier lors de la prise de Pondichéry, le 15 janvier 1761 par les Britanniques et ne se décide à rentrer en 1764 qu'après trois ans de captivité et un long périple à Tranquebar, à Saint Thomé et en Chine, probablement à l'état de serviteur captif ou engagé sur parole.
Il s'initie à diverses branches des sciences naturelles. En particulier, il s'intéresse avec attention à la chimie avec Sage et ce dernier, mentor en sciences et attentif à ce qu'une bourse lui soit octroyée, l'oriente vers le champ en gestation de la biologie. Il étudie les polypes d'eaux douces, mais sa passion pour une branche, la minéralogie se développe car elle explique la taille des pierres précieuses et semi-précieuses, comme la forme des métaux natifs, comme le cuivre natif. Il s'y livre presque exclusivement. Il établit les catalogues de plusieurs collections privées, en particulier la collection de Davila, à l'époque la plus riche en minéraux de tout Paris. Il est hébergé par Monsieur Michelet d'Ennery, riche numismate, collectionneur de médailles. 
Suivant les idées de Carl von Linné, il pense possible de classer les cristaux d'après leurs formes extérieures, idée qui, à l'époque, suscitait de grandes oppositions.
Pour défendre ses idées scientifiques, bien souvent ridiculisées dans les salons pour son approche géométrique, et aussi pour subvenir à ses besoins journaliers, il ouvre avant 1772 un cours à Paris qui devient très fréquenté. Il compte Haüy parmi ses élèves. 
En 1775, célèbre pour son cours d'initiation jugé remarquable dans le monde nordique, il est nommé membre étranger et correspondant de l'Académie royale des sciences de Suède. Son Essai sur la Cristallographie est traduit en 1777 en langue allemande. Il est assez peu lu en France, si ce n'est toujours moqué. 
Son protecteur Michelet d'Ennery meurt en 1786. Sans ressources, il reçoit double pension du Trésor et du roi Louis XVI, soient 600 + 400 Francs.

## Œuvre scientifique en minéralogie et en cristallographie, mais aussi en métrologie historique
Dans son Essai de Cristallographie de 1772, puis dans sa Cristallographie de 1783, il utilise des notions pertinentes de description, « formes primitives » et « troncatures. » Les mesures qu'il fait réaliser par Arnould Carangeot, auteur d'un goniomètre qui permet de mesurer précisément les angles dièdres des faces cristallines, l'amènent à énoncer sa loi de constance des angles. Cette loi de constance des angles entre les faces se fonde sur les observations consignées par le savant danois Nicolas Sténon, pionnier de la stratigraphie en géologie. Elle fonde aussi la minéralogie comme science descriptive.
La cristallographie disposait dès lors d'un paramètre quantitatif, l'inclinaison respective des faces, à partir duquel les classifications, d'une part, et les théories de la structure d'autre part, allaient pouvoir se développer et se confronter à la réalité.
Durant les dernières années de sa vie, le physicien s'adonne à des sciences auxiliaires de l'histoire, notamment la métrologie et la numismatique, en particulier la pesée des métaux nobles utilisés pour le monnayage. Il établit, dans sa Métrologie, les correspondances entre les mesures de poids anciennes. Selon ses recherches, la livre romaine équivalait à dix onces et demie de la livre de France. Il en déduit une estimation des mesures grecques et romaines avec les mesures françaises de l'époque.
Enfin, son essai sur L'Action du feu central bannie de la surface de la Terre est une réfutation de la théorie du naturaliste Buffon, concernant le refroidissement physique de la Terre, modélisée en masse métallique.
Un des deux collèges de sa ville natale de Gray porte son nom.  

### Espèces minérales décrites
- chrysolithe ordinaire (synonyme d'apatite)
- fleur de cobalt (synonyme de érythrite)
- hyacinte du Vésuve (synonyme de vésuvianite)
- mine d'antimoine grise (synonyme de stibine)
- mine d'antimoine sulfureuse synonyme de stibine)
- mine de cobalt arsénicale (synonyme de smaltite)
- mine de cuivre jaune (synonyme de chalcopyrite)
- mine de cuivre vitreuse rouge (synonyme de cuprite)
- mine d'étain colorée (synonyme de cassitérite)
- mine de plomb blanche (synonyme de cérusite)
- mine de plomb grise (synonyme de galène)
- plomb Jaune (synonyme de wulfénite)
- pyrite cuivreuse (synonyme de chalcopyrite)
- schorl bleu indigo (synonyme d'anatase)
- spath calcaire (synonyme de calcite)
- spath fusible (synonyme de fluorite)
- spath pesant (synonyme de barytine)